# Хекоу-Яоський автономний повіт
22°30′42″ пн. ш. 103°57′36″ сх. д. / 22.51179° пн. ш. 103.95988° сх. д.
Хекоу-Яоський автономний повіт (кит. 河口瑶族自治县, пін. Hékŏu Yáozú Zìzhìxiàn) — один із повітів КНР у складі Хунхе-Хані-Їської автономної префектури, провінція Юньнань. Адміністративний центр — містечко Хекоу.

## Географія
Хекоу-Яоський автономний повіт лежить на півдні Юньнань-Гуйчжоуського плато. Західним кордоном повіту слугує річка Хонгха.

### Клімат
Повіт знаходиться у зоні, котра характеризується вологим субтропічним кліматом. Найтепліший місяць — червень із середньою температурою 28,7 °C. Найхолодніший місяць — січень, із середньою температурою 16,5 °С.
| Клімат повіту Хекоу-Яо                             | Клімат повіту Хекоу-Яо | Клімат повіту Хекоу-Яо | Клімат повіту Хекоу-Яо | Клімат повіту Хекоу-Яо | Клімат повіту Хекоу-Яо | Клімат повіту Хекоу-Яо | Клімат повіту Хекоу-Яо | Клімат повіту Хекоу-Яо | Клімат повіту Хекоу-Яо | Клімат повіту Хекоу-Яо | Клімат повіту Хекоу-Яо | Клімат повіту Хекоу-Яо | Клімат повіту Хекоу-Яо |
| Показник                                           | Січ.                   | Лют.                   | Бер.                   | Квіт.                  | Трав.                  | Черв.                  | Лип.                   | Серп.                  | Вер.                   | Жовт.                  | Лист.                  | Груд.                  | Рік                    |
| Середній максимум, °C                              | 20,6                   | 22,7                   | 25,9                   | 29,7                   | 32,5                   | 33,6                   | 33,3                   | 33,2                   | 32,2                   | 29,3                   | 26,2                   | 22,2                   | 28,5                   |
| Середня температура, °C                            | 16,5                   | 18,3                   | 21,3                   | 24,7                   | 27,3                   | 28,7                   | 28,4                   | 28                     | 26,9                   | 24,5                   | 21                     | 17,4                   | 23,6                   |
| Середній мінімум, °C                               | 14,2                   | 15,7                   | 18,5                   | 21,5                   | 23,7                   | 25,3                   | 25,3                   | 24,8                   | 23,8                   | 21,7                   | 18,1                   | 14,7                   | 20,6                   |
| Норма опадів, мм                                   | 34.6                   | 32.2                   | 69.2                   | 114.5                  | 180.7                  | 212.3                  | 323.4                  | 362.8                  | 213.5                  | 109.9                  | 49                     | 31.9                   | 1734                   |
| Вологість повітря, %                               | 84                     | 81                     | 80                     | 80                     | 79                     | 81                     | 84                     | 84                     | 84                     | 84                     | 84                     | 84                     | 82                     |
| -------------------------------------------------- | ---------------------- | ---------------------- | ---------------------- | ---------------------- | ---------------------- | ---------------------- | ---------------------- | ---------------------- | ---------------------- | ---------------------- | ---------------------- | ---------------------- | ---------------------- |
| Джерело: Дані метеостанції №56989 (КНР, 1991-2020) |                        |                        |                        |                        |                        |                        |                        |                        |                        |                        |                        |                        |                        |